# Kurt Morawietz

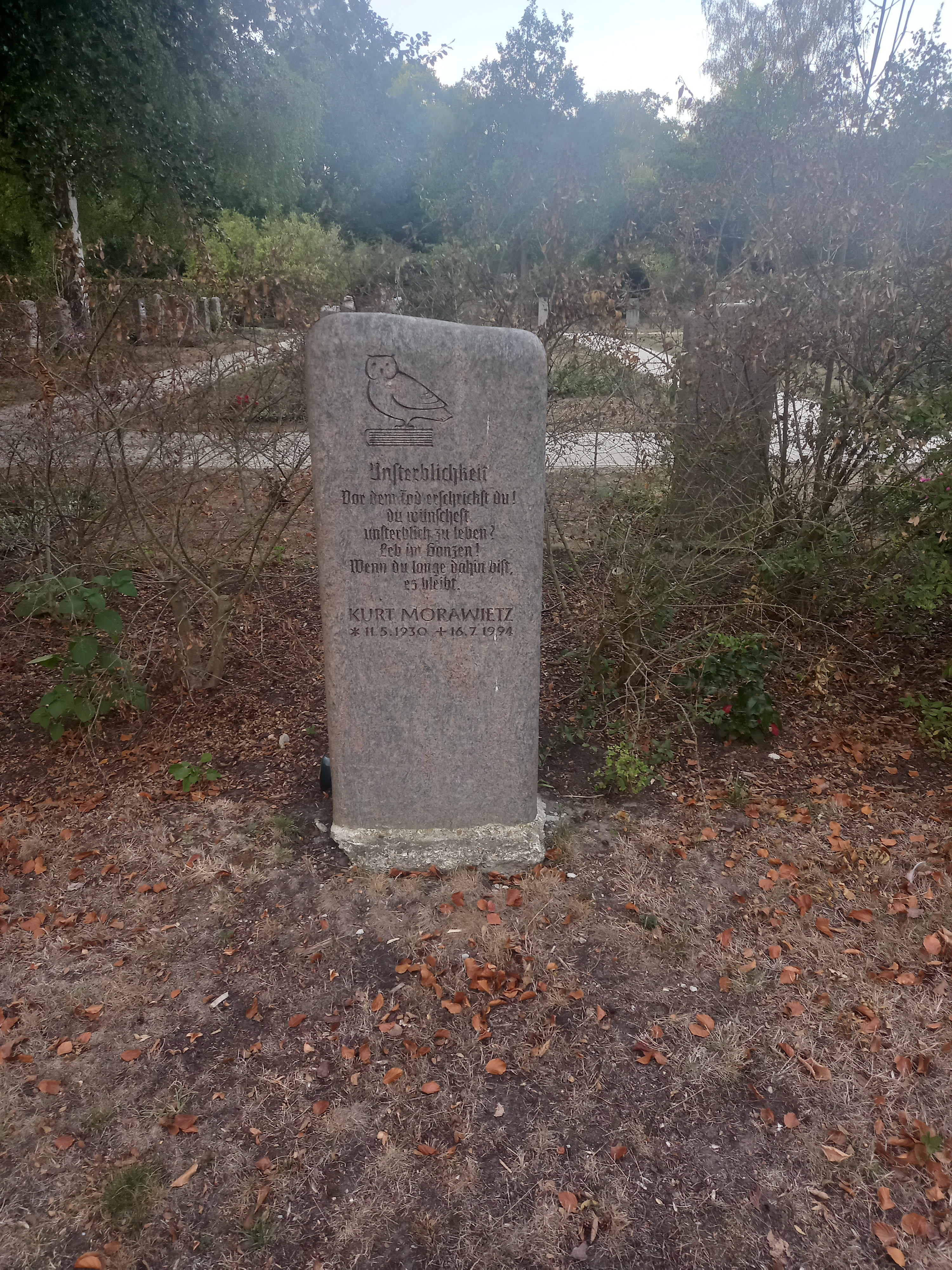
Das Grab von Kurt Moriawetz auf dem Stadtfriedhof Stöcken in Hannover

Kurt Morawietz (Pseudonym Peter Burger) (* 11. Mai 1930 in Hannover; † 16. Juli 1994 ebenda) war ein Schriftsteller und Förderer der hannoverschen Literaturszene.

## Leben
Kurt Morawietz entstammt einer katholischen Familie. Die Eltern waren gehörlos. Sein Vater war Buchbinder. Nach dem Besuch der Volksschule wurde er an einer Nationalpolitischen Erziehungsanstalt unterrichtet und war Anwärter für die NS-Ordensburg. Nach seiner 1944 begonnenen Lehre bei der Stadtverwaltung Hannover und dem Besuch der Gemeindeverwaltungsschule arbeitete er in der Verwaltung bis zu seinem Ausscheiden. Er gründete 1955 die Literaturzeitschrift die horen. Von 1962 bis 1992 arbeitete er im Kulturamt der Stadt Hannover und förderte hannoversche Literatur. Unter anderem initiierte er das Lyriktelefon (1978–1993), die literanover und in Erinnerung an ihn wurden vom 3. Juli 2005 bis 17. August 2005 nochmals Beiträge ausgestrahlt. 1969 war er Gründungsmitglied der Karl-May-Gesellschaft. Seit 1982 war er Mitglied im internationalen P.E.N. Club. 1995 stiftete die Stadt Hannover mit der Sparkasse Hannover den Kurt-Morawietz-Literaturpreis und ehrte ihn damit anlässlich seines 75. Geburtstages (2005) mit zahlreichen, themenbezogenen Veranstaltungen.
Kurt Morawietz verstarb im Krankenhaus und wurde auf dem Stadtfriedhof Stöcken beigesetzt.

## Publikationen
- 1949 – Droben in den Bergen
- 1962 – Aufsätze aus zehn Jahrgängen der Horen
- 1972 – Ostwärts – Westwärts. Deutschsprachige Dokumentarliteratur
- 1975 – Jahrgang 30. Gedichtband (erw. Auflage 1987)
- 1979 – Mich aber schone Tod. Biografie über Gerrit Engelke 1890–1918
- 1988 – Bittere Erde – Terra Amara (zweisprachiger Gedichtband ital.-dt.; 1988) gemeinsam mit Giuseppe Scigliano
- 1990 – Judas Dupont. Novelle
- 1994 – Besuch im Colosseum, Die Sonntagsmaschine (2 Erzählungen, postum erschienen)
- 2000 – 70 Jahre Kurt Morawietz in Solitär. 11 (Gedichte) Essays über Leibniz und Herrenhausen
- 2005 – Leg auf die andere Seite deinen Scheitel. Lyrik und Prosa (Wallstein Verlag)

## Herausgaben
- 1948 – Mitherausgeber der Zeitschrift Sprachrohr der Jungen
- 1953/1954 – Herausgeber der Karl-May-Rundschrift Am Lagerfeuer
- 1955 – Herausgeber und Gründer der Zeitschrift die horen
- 1958 – Die ihr noch atmet, Gedichtband
- 1963 – 300 Jahre Herrenhausen, Steinbock Verlag Hannover
- 1966 – Deutsche Teilung Lyriklesebuch. Limes Verlag Wiesbaden
- 1972 – Monolog und Manifest, Gedichtband
- 1977 – Festliches Herrenhausen
- 1990 – Zwischen Wolken und Großstadt. Warum Engelke lesen? mit Karl Riha, Florian Vaßen
- 1978 – Niedersachsen literarisch gemeinsam mit Dieter P. Meier-Lenz; 1981 und 1983 zwei weitere Bände
- 1981 – Glanzvolles Herrenhausen. Geschichte einer Welfenresidenz und ihrer Gärten. Steinbock Verlag, Hannover
- 1988 – Niedersachsen literarisch. Handbuch für Veranstalter
- 1994 – Eines weißen Tages weiß ich warum. Zum 60. Geburtstag von Detlev Block

## Auszeichnungen
- Lyrikpreis Junge Dichtung in Niedersachsen 1971
- Literaturmarktpreis der literanover 1986
- Alfred-Kerr-Preis für die horen 1980 und 1988
- Niedersachsenpreis für Publizistik 1991